# Craiovai csoport
A craiovai csoport (néha craiovai négyek vagy C4 néven) négy európai ország – Románia, Bulgária, Szerbia és Görögország – közötti együttműködés, melynek célja az európai integráció, valamint a gazdasági, fuvarozási és energetikai együttműködés. A csoport a bolgár, román és szerb kormányfő 2015. április 24-én Craiován tartott ülésén alakult. A csoport alakuló ülésén Victor Ponta román miniszterelnök azt mondta, hogy az ötletet a Visegrádi Együttműködés adta. Románia és Bulgária egyszerre csatlakoztak az Európai Unióhoz 2007. január 1-jén, Szerbia pedig 2014. január óta csatlakozási tárgyalásokat folytat. 
A 2017. októberi várnai találkozón Görögország is csatlakozott a csoporthoz.
Az egyik első kezdeményezés a távközlési hálózatok erősítése volt a határok melletti területeken. A további célok között van Szerbia támogatása az EU-csatlakozási folyamatban, illetve egy Bukarestet, Szófiát és Belgrádot összekötő autópálya építése.
2018. november 2-án Bojko Boriszov bolgár miniszterelnök azt nyilatkozta, hogy Aléxisz Cíprasz görög miniszterelnök javasolta a közös jelentkezést a 2030-as labdarúgó-világbajnokság megrendezésére.

## Fordítás
- Ez a szócikk részben vagy egészben  a   Craiova Group című angol Wikipédia-szócikk ezen változatának fordításán alapul.  Az eredeti cikk szerkesztőit annak laptörténete sorolja fel. Ez a jelzés csupán a megfogalmazás eredetét és a szerzői jogokat jelzi, nem szolgál a cikkben szereplő információk forrásmegjelöléseként.